# Positief getal
Een positief getal is in het Nederlands een getal dat groter is dan 0. Dat komt met het Engelse a positive number overeen. Een positief getal is het tegengestelde van het overeenkomstige negatieve getal, wat inhoudt dat optellen van beide 0 oplevert. Het getal 0 zelf is noch positief, noch negatief. Getallen die groter zijn dan of gelijk zijn aan 0 worden niet-negatief genoemd.
De volgende symbolen worden in de wiskunde gebruikt:
- De positieve reële getallen: {\displaystyle \mathbb {R} ^{+}}
- De positieve rationale getallen: {\displaystyle \mathbb {Q} ^{+}}
- De positieve gehele getallen: {\displaystyle \mathbb {Z} ^{+}}
- De natuurlijke getallen {\displaystyle \mathbb {N} } zijn de getallen {\displaystyle 0,1,2,3,4,5,\ldots }